# 担保付社債信託法
担保付社債信託法（たんぽつきしゃさいしんたくほう、明治38年3月13日法律第52号）は、担保付社債の規制に関する日本の法律である。担信法（たんしんほう）と略される。
社債の担保を設定した発行会社が、債権者のため担保権を実行しやすく信託する英米法系の現行制度。日露戦争の終盤に欧米で数ある信託業務から同法だけがぽつんと移植された。関連法規として2002年（平成14年）同法施行令が出て、さらに2004年（平成16年）末信託業法が制定された。以降、担保付社債信託法は様々な担保権の証券化に貢献している。

## 財団抵当
担保付社債信託法を機能させる前提として、併せ三抵当法（鉄道抵当法・鉱業抵当法・工場抵当法）も制定された。会社財産がバラバラの物権に分かれて価値を下げないように、会社財産を担保としての財団に取り分け組み入れる仕組みであった。
たとえば工場財団は工場抵当法に基づき、工場財団登記簿にその所有権保存の登記をすることによって設定され、一つの不動産とみなされる。組み入れが認められる財産は限定列挙されている。①工場に属する土地及び工作物、②機械、器具、電柱、電線、配置諸管、軌条その他の附属物、③地上権、④賃貸人の承諾あるときは物の賃借権、⑤工業所有権、⑥ダム使用権。鉱業財団には工場抵当法の工場財団に関する規定を準用するが、やはり組み入れ財産は限定列挙である。①鉱業権、②土地及工作物、③地上権及び土地の使用権、④賃貸人が承諾するときは物の賃借権、⑤機械、器具、車輛、船舶、牛馬その他の附属物、⑥工業所有権。

## 対象社債
会社法に基づいて会社が発行する「社債」に適用されるが、以下のものも本法にいう「社債」とみなされる（保険業法61条の9、資産の流動化に関する法律130条、投資信託及び投資法人に関する法律139条の11、医療法54条の8）。
- 保険業法に基づいて相互会社が発行する社債
- 資産の流動化に関する法律に基づいて特定目的会社が発行する特定社債
- 投資信託及び投資法人に関する法律に基づいて投資法人が発行する投資法人債
- 医療法に基づいて社会医療法人が発行する社会医療法人債

他方、日本の会社が外国法を準拠法として発行する債券（典型的にはユーロ円債）が本法にいう「社債」に含まれるか否かについては、第17条（「会社が外国において担保付社債を発行しようとするとき」）の解釈について議論がある。

## 運用実績
制定当初は受託会社となるはずの信託会社がなかったので、担い手を担保付社債信託法で公称資本金100万円以上のメガバンクに限定し、かつ免許主義を採った。このメガバンクは同法上だけ「信託会社」と呼ばれる。
明治39年1月に発行された北海道炭礦鉄道百万ポンド外債が最初の適用例である。チャータード銀行が引受者で、日本興業銀行が受託者であった。同年3月にはシェルのサミュエル商会が引受会社となって、関西鉄道が百万ポンド外債を発行した。受託者はイギリスのローデベンチュア株式会社であった。外貨社債の発行自体は明治39年から大正2年まで10件総計2億円に及んだが、興銀、満鉄、東洋拓殖など無担保政府保証によるものがほとんどを占めた。国内債では巨額の社債に積極的に担保付社債信託法が利用された（明治期で約43%）。外債で再び活用されるのは、関東大震災後の大正13年に大同電力が担保付で社債を発行してからのことである。世界恐慌後、大正後期から昭和初期に発行された社債が債務不履行に陥った。これら社債に関する資料は散逸しているが、中には川崎造船所の発行した社債もあった。そしていわゆる社債浄化運動がおこった。昭和8年3月に担保付社債信託法は改正されて、社債の分割発行制（オープンエンドモーゲージ制）を採用し、不便だった財団抵当制度を強いることがなくなった。昭和9年には担保付社債の77%が分割発行社債であった。
現在、社債に付けることのできる物上担保は、動産質、証書のある債権質、株式の各質、不動産抵当、船舶、自動車、航空機、建設機械の各動産抵当、鉄道、工場、鉱業、軌道、運河、漁業、自動車交通事業、道路交通事業、港湾運送事業、観光施設の各財団抵当、企業担保の19種に限られる。いずれも実行は易しくない。